# Romano (mestre dos soldados)
Romano (em latim: Romanus) foi um oficial bizantino do século VI que desempenhou função durante o reinado dos imperadores Anastácio I Dicoro (r. 491–518) e Justino I (r. 518–527). Sua primeira menção ocorre em 508 quando, como conde dos domésticos, comandou um ataque naval bem sucedido contra as costas da Itália ao lado do conde das escolas Rústico antes de retornar para Constantinopla. Em 26 de julho de 511, em Constantinopla, Romano lançou uma série de acusações contra o patriarca Macedônio II diante do imperador Anastácio I.
Em 520, Romano ocupou a posição de mestre dos soldados vacante (magister militum vacans). Em Constantinopla, foi citado numa carta do papa Hormisda como tendo prometido, junto de Símaco, que apressaria os enviados papais que estavam em missão na capital imperial. Como mestre dos soldados, pode ter feito parte dos "na presença" (praesentalis).